# The Storr
Pour les articles homonymes, voir Storr.
The Storr est un sommet du Royaume-Uni situé en Écosse, sur l'île de Skye. Il domine une zone de chaos rocheux située sur son flanc oriental et comprenant l'Old Man of Storr. Le Skye Trail passe par son sommet.